# Walter Patriarca
Walter Patriarca (Roma, 28 de mayo de 1935) es un escenógrafo, actor, figurinista y pintor italiano.

## Trayectoria
Artista y profesional ecléctico y polifacético, siempre ha alternado la profesión de escenógrafo y figurinista con la de pintor y arquitecto.
Comenzó a trabajar en el teatro con los diseños de escenografía y vestuario de Hamlet (Opera di Roma) con Frigerio y Squarzina y con la colaboración en la escenografía de la película I delfini de Citto Maselli. Como "diseñador de producción cinematográfica" ha realizado 63 películas, en varias partes del mundo, en su mayoría para producciones italianas y películas para producciones internacionales.
Ha trabajado, entre otros, con los directores Duccio Tessari, Enzo Castellari, Citto Maselli, Florestano Vancini, Michele Lupo, Lucio Fulci, Claude Pinoteau, T. Young, J. Loosey, D. Green. De todas sus películas, tanto históricas como modernas, ha creado la escenografía, el vestuario y el mobiliario.